# 119.º Congreso de los Estados Unidos
El 119.º Congreso de los Estados Unidos (en inglés: 118th United States Congress) es el periodo actual de la rama legislativa del Gobierno Federal de los Estados Unidos, compuesta por el Senado y la Cámara de Representantes. Se reunió el 3 de enero de 2025, durante los últimos 17 días de la presidencia de Joe Biden y continuará durante los dos primeros años de la segunda presidencia de Donald Trump.
Tras las elecciones de 2024, el Partido Republicano mantuvo su escasa mayoría en la Cámara, ganó la mayoría en el Senado y, con la segunda toma de posesión de Trump el 20 de enero de 2025, tendrá una trifecta general en el gobierno federal por primera vez desde el 115.º Congreso en 2017, que estuvo en sesión durante el primer mandato de Donald Trump.
El 119.º Congreso cuenta con la mayoría más pequeña en la Cámara de Representantes para cualquier partido desde el 72.º Congreso en 1931, y con el primer miembro transgénero del Congreso en la historia (la representante Sarah McBride de Delaware).

## Historia
En las elecciones de 2024, el Partido Republicano retuvo el control de la Cámara de Representantes y obtuvo el control del Senado, mientras que el candidato republicano Donald Trump ganó las elecciones presidenciales, asegurando un segundo mandato no consecutivo. Los resultados de las elecciones se atribuyeron a las condiciones económicas de los votantes y las preocupaciones sobre la inmigración, en particular la crisis fronteriza entre México y los Estados Unidos.
El Senado pasó a tener una mayoría republicana de 53-47, y en sus elecciones de liderazgo, John Thune fue elegido como sucesor de Mitch McConnell después de 18 años. 
La Cámara asumió una mayoría republicana de 220-215, la mayoría controladora más estrecha en la historia de la Cámara con el 65º Congreso. Mike Johnson fue reelegido como presidente en la primera votación después de no recibir inicialmente suficientes votos en la lista, y la votación permaneció abierta hasta que suficientes miembros cambiaran sus votos para apoyarlo.
El 6 de enero se celebró una sesión conjunta para contar los votos del Colegio Electoral presidencial. El procedimiento fue pacífico, cuatro años después del ataque al Capitolio del 6 de enero, en el que partidarios de Trump entraron al Capitolio e interrumpieron la certificación de Joe Biden como presidente. En respuesta al ataque y a los esfuerzos de Trump por revocar las elecciones de 2020, el Congreso aprobó revisiones a la Ley de Recuento Electoral que impiden al vicepresidente alterar los resultados.

## Sucesos importantes
- 3 de enero de 2025: El Congreso se reúne. Los miembros electos del Senado y la Cámara de Representantes de los Estados Unidos prestan juramento. Mike Johnson fue reelegido como presidente en la primera votación después de no recibir inicialmente suficientes votos en la lista nominal, y la votación permaneció abierta hasta que suficientes miembros cambiaran sus votos para apoyarlo.
- 6 de enero de 2025: Hubo una sesión conjunta pacífica para contar los votos del Colegio Electoral presidencial, cuatro años después del ataque al Capitolio del 6 de enero , en el que partidarios de Trump ingresaron al Capitolio e interrumpieron la certificación de Joe Biden como presidente.
- 9 de enero de 2025: Se lleva a cabo el funeral del expresidente Jimmy Carter.
- 20 de enero de 2025: Tiene lugar la segunda toma de posesión de Donald Trump. Los republicanos obtienen una trifecta.
- 29 de enero de 2025: Se promulga la Ley Laken Riley.